# 城西町 (横手市)
城西町（しろにしまち）は、秋田県横手市の町丁。郵便番号は013-0011。人口は32人、世帯数は15世帯（2020年10月1日現在）。丁目の設定のない単独町名で、全域で住居表示を実施している。旧横手市本町・下根岸町・根岸下丁の各一部に相当する。

## 地理
横手地域の中央部に位置し、東で城山町、西で幸町・本町、南で根岸町、北で明永町と隣接する。横手城址を擁する横手公園の西側に位置し、東南方は傾斜した丘陵地帯で、横手公園の入口に当たる場所である。南端は公園への表玄関道であり、北端は運動広場（旧市営球場）前を通る道路で、その中間に当たる台地には横手城南高等学校の校舎がある（1980年時点では横手北小学校、横手勤労青年ホーム、横手市総合技能センターが立地。）。南西部の緩い斜面地帯には住宅が密集しており、北端には横手城主を務めた戸村氏の菩提寺である龍昌院が位置する。龍昌院には戊辰戦争の戦死者墓所もある。
市内には他に城南町・城山町という地名があり、いずれも横手城（横手公園内）とその周辺にある。
全域が都市計画区域に含まれるが、区域区分非設定区域となっている。都市計画法上の用途地域では横手城南高等学校の敷地が第一種中高層住居専用地域に、その他全域が第一種住居地域に指定されている。

## 歴史

### 町名の変遷
住居表示に関する法律が施行された1962年5月10日以降、旧横手市内においても住居表示が進み、1965年より第一次から第五次にかけて実施された。本地域は第一次地区として1965年4月1日に実施され、現行の城西町はここで誕生した。
| 実施後 | 実施年月日     | 実施前                            | 備考 |
| ------ | -------------- | --------------------------------- | ---- |
| 城西町 | 昭和40年4月1日 | 本町（一部） もとまち             |      |
| 城西町 | 昭和40年4月1日 | 下根岸町（一部） しもねぎしまち   |      |
| 城西町 | 昭和40年4月1日 | 根岸下丁（一部） ねぎししもちょう |      |

## 世帯数と人口
2020年（令和2年）10月1日現在の世帯数と人口は以下の通りである。
| 丁目   | 世帯数 | 人口 |
| ------ | ------ | ---- |
| 城西町 | 15世帯 | 32人 |

### 人口の推移
以下は国勢調査による1995年（平成7年）以降の人口の推移。
| 年                 | 人口 |
| ------------------ | ---- |
| 1995年（平成7年）  | 77   |
| 2000年（平成12年） | 59   |
| 2005年（平成17年） | 43   |
| 2010年（平成22年） | 50   |
| 2015年（平成27年） | 38   |
| 2020年（令和2年）  | 32   |

以下は国勢調査による1995年（平成7年）以降の世帯数の推移。
| 年                 | 世帯数 |
| ------------------ | ------ |
| 1995年（平成7年）  | 33     |
| 2000年（平成12年） | 27     |
| 2005年（平成17年） | 21     |
| 2010年（平成22年） | 23     |
| 2015年（平成27年） | 15     |
| 2020年（令和2年）  | 15     |

## 小・中学校の学区
市立小・中学校に通う場合、学区（校区）は以下の通りとなる。
| 番地 | 小学校             | 中学校               |
| ---- | ------------------ | -------------------- |
| 全域 | 横手市立朝倉小学校 | 横手市立横手北中学校 |

## 交通

### 鉄道
町内に駅はない。最寄り駅は■奥羽本線、■北上線の横手駅。

### 道路
町内に主要な道路は通っていない。

## 施設
- 曹洞宗 龍昌院（4番8号）[16]
- アソカ保育園（4番8号）龍昌院境内にある[17]